# Salobreña
Salobreña è un comune spagnolo di 10 368 abitanti situato nella comunità autonoma dell'Andalusia.

## Amministrazione

### Gemellaggi
Péronne
 Tolfa